# BMWザウバー・F1.07
BMWザウバーF1.07はBMWザウバーが2007年のF1世界選手権に投入したフォーミュラ1カーである。また、2009年から搭載される運動エネルギー回収システム（KERS）のテストにも使用された。

## F1.07
フロントノーズをはじめリヤセクションがスリムなデザインとなるなど、キーポイントとなる空力と、ブリヂストンタイヤのワンメイクに対処するためのフロントサスペンションとリヤサスペンションに大幅な変更が成されている。

## 2007年シーズン

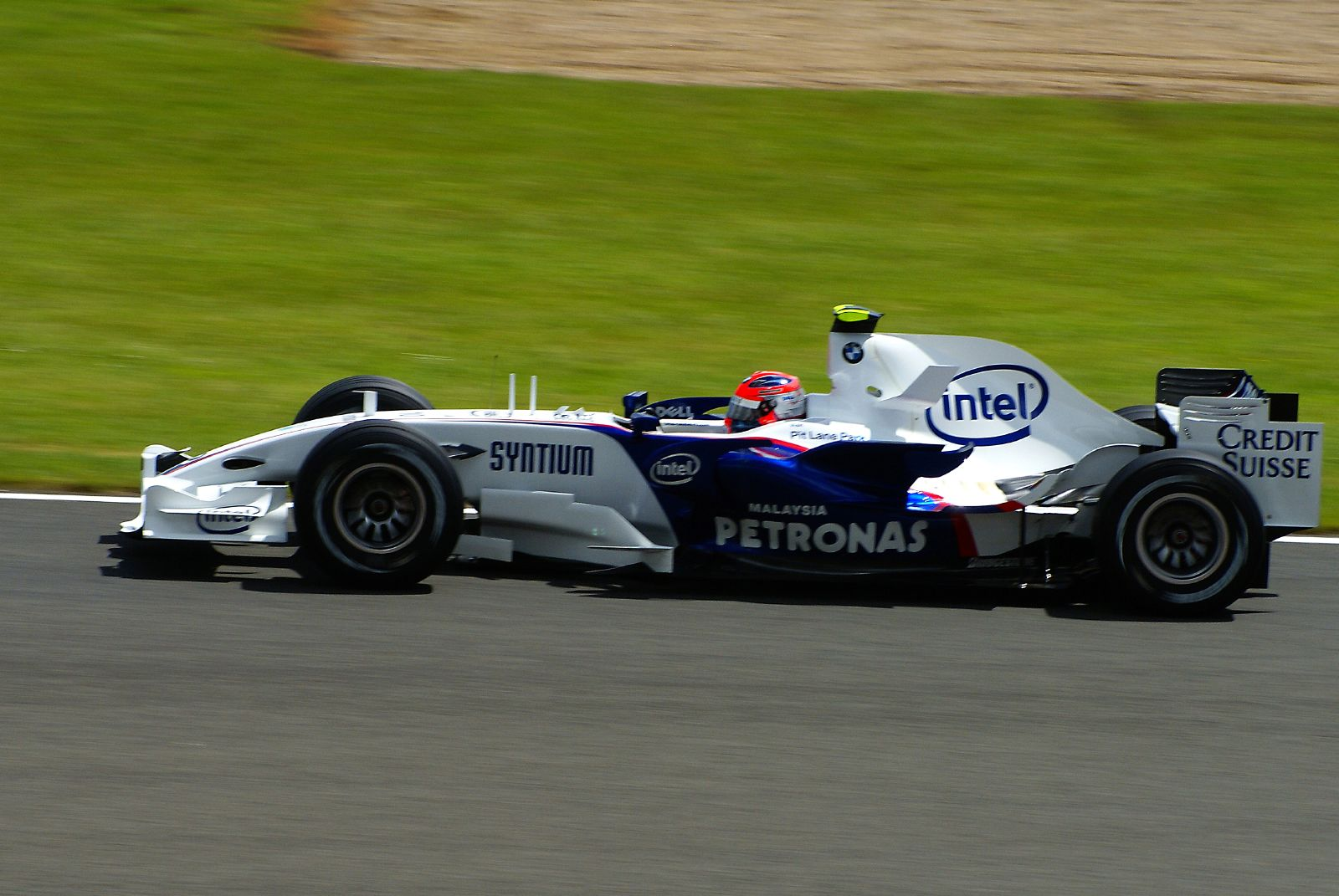
ロバート・クビサがドライブするF1.07（2007年イギリスGP）

2強のフェラーリ、マクラーレンには及ばないものの、前年チャンピオンチームのルノーを上回って第3勢力のポジションを確保した。マクラーレンがスパイゲートによりコンストラクターズポイントを剥奪されたため、ザウバー時代から通じて過去最高のコンストラクターズランキング2位を獲得した。
第6戦カナダGPではロバート・クビサが大クラッシュを喫し、マシンは大破したが、クビサの身体に大きなダメージはなく、モノコックの堅牢性を証明することになった。クビサは大事をとって次戦アメリカGPを欠場し、サードドライバーのセバスチャン・ベッテルが代走でF1デビューした。

## スペック

### シャーシ
- シャーシ名 F1.07
- 全長 4,580 mm
- 全幅 1,800 mm
- 全高 1,000 mm
- ホイールベース 3,110mm
- 前トレッド 1,470 mm
- 後トレッド 1,410 mm
- ブレーキ ブレンボ
- ホイール OZ

### エンジン
- エンジン名 P86/7
- 気筒数・角度 V型8気筒・90度
- 排気量 2,400cc
- スパークプラグ NGK

## 記録
| 年   | No. | ドライバー             | 1   | 2   | 3   | 4   | 5   | 6   | 7   | 8   | 9   | 10  | 11  | 12  | 13  | 14  | 15  | 16  | 17  | ポイント | ランキング |
| 年   | No. | ドライバー             | AUS | MAL | BHR | ESP | MON | CAN | USA | FRA | GBR | EUR | HUN | TUR | ITA | BEL | JPN | CHN | BRA | ポイント | ランキング |
| ---- | --- | ---------------------- | --- | --- | --- | --- | --- | --- | --- | --- | --- | --- | --- | --- | --- | --- | --- | --- | --- | -------- | ---------- |
| 2007 | 9   | ニック・ハイドフェルド | 4   | 4   | 4   | Ret | 6   | 2   | Ret | 5   | 6   | 6   | 3   | 4   | 4   | 5   | 14  | 7   | 6   | 101      | 2位        |
| 2007 | 10  | ロバート・クビサ       | Ret | 18  | 6   | 4   | 5   | Ret | Inj | 4   | 4   | 7   | 5   | 8   | 5   | 9   | 7   | Ret | 5   | 101      | 2位        |
| 2007 | 10  | セバスチャン・ベッテル | TD  | TD  |     |     |     |     | 8   |     |     |     |     |     |     |     |     |     |     | 101      | 2位        |

- ドライバーズランキング
  - ニック・ハイドフェルド 5位
  - ロバート・クビサ 6位
  - セバスチャン・ベッテル 14位

## F1.07C
2008年7月にヘレス・サーキットで行われた合同テストに投入された。マシン自体は，2009年レギュレーションに合わせてダウンフォースを削減した前後ウイングを装着している。また、KERSも装着しているが、サイドポンツーンがスクエアな形状になっていることから、この部分にバッテリーなどが搭載されている可能性がある。
このマシンは、テストドライバーであるクリスチャン・クリエンによって3周走行したが、ピットに戻ってきた際にメカニックがマシンに触れ、感電するという事故を起こしてしまった。幸いメカニックは軽い負傷程度で済んだが、チームはKERSのテストプログラムを一時中断。原因を解明するまでには1ヶ月を要した。